# Luísa Amélia de Baden
Luísa Amélia Estefânia de Baden (em alemão:  Luise Amelie Stephanie von Baden; Schwetzingen, 5 de junho de 1811 — Karlsruhe, 19 de julho de 1854) foi a esposa de Gustavo, Príncipe de Vasa.

## Família
Luísa era a filha mais velha do grão-duque Carlos II, Grão-Duque de Baden e da sua esposa, a viscondessa Estefânia de Beauharnais. Os seus avós paternos eram Carlos Luís, Príncipe-Herdeiro de Baden e a condessa Amália de Hesse-Darmstadt. Os seus avós maternos eram o visconde Claude de Beauharnais e Claudine Françoise Adrienne Gabrielle de Lézay-Marnézia. A sua mãe era segunda sobrinha da imperatriz Josefina dos Franceses, esposa do imperador Napoleão I. Era tia do rei Carlos I da Romênia e da rainha Dona Estefânia.

## Casamento
A 9 de novembro de 1830, Luísa casou-se em Karlsruhe com o seu primo direito, o príncipe-herdeiro Gustavo, o único filho varão do rei Gustavo IV Adolfo da Suécia, que tinha perdido o trono a favor do seu tio Carlos em 1808, e, assim, era um pretendente titular ao trono da Suécia. Gustavo escolheu o título de príncipe de Vasa, o que fez de Luísa princesa de Vasa quando se casaram. Algumas facções ainda consideravam Gustavo o herdeiro legítimo ao trono sueco, referindo-se assim a Luísa como princesa-herdeira. O casamento, tal como muitos outros da época, tinha sido arranjado por motivos políticos e foi infeliz. O casal vivia na Palácio de Schönbrunn, em Viena e tiveram dois filhos antes de se divorciarem em 1843.

## Descendência
- Luís de Vasa (3 de março-7 de março de 1832), morreu com poucos dias
- Carolina de Vasa (5 de agosto de 1833 – 15 de dezembro de 1907), casada com o rei Alberto I da Saxónia; sem descendência.